# ジェルメーヌ・デュラック
ジェルメーヌ・デュラック（Germaine Dulac、1882年11月17日 アミアン - 1942年7月20日 パリ）は、フランスの映画監督であり、初期の映画理論家である。アントナン・アルトーの脚本をもとに『貝殻と僧侶』（1928年）を監督したことで知られる。同作は、ルイス・ブニュエルとサルバドール・ダリの共同監督作『アンダルシアの犬』（1929年）よりもわずかに早く公開された「最初のシュルレアリスム映画」であるとクレジットされている。

## 来歴・人物
1882年11月17日、フランス・ソンム県アミアンにフランス騎兵隊長の娘として生まれ、Charlotte Elisabeth Germaine Saisset-Schneiderと命名される。パリの家で祖母によって育てられる。1905年、22歳のとき、エンジニアであり小説家のマリー＝ルイ・アルベール＝デュラックと結婚、その後、『La Française（フランス女性）』誌の編集者となり、演劇と映画の批評を発表した。
1915年、32歳のとき、戦争を舞台にしたサイレントの劇映画『Les Soeurs ennemies』を演出し、映画界に進出、以来、1929年までの14年間で28本の映画を連続的に発表する。日本でも公開されたイワン・ペトロヴィッチ主演の『女優の心』（1925年）には、映画理論家で映画監督のルイ・デリュックの妻エーヴ・フランシスも出演している。
1928年2月9日、45歳のとき、シュルレアリスムの劇作家アントナン・アルトーが脚本を執筆した『貝殻と僧侶』がパリでプレミア上映される。同作は、日本では1933年に公開されている。
1929年発表の『Étude cinégraphique sur une arabesque（アラベスクについての映画的習作）』と、遺作となった1934年の『Je n'ai plus rien（私にはもうなにもない）』では、トーキー映画を手がけている。遺作はパテ社の出資による、歌手フレエル主演の音楽映画である。
1942年7月20日、パリで死去。59歳没。没後63年が経った2005年、シネマテーク・スイスが『ほほえむブーデ夫人』を修復し世界配給を行った。

## フィルモグラフィ
- Les Soeurs ennemies　1915年
- Venus Victrix　1917年
- Géo, le mystérieux　1917年
- La Jeune fille la plus méritante de France　1918年
- Âmes de fous　1918年
- La Cigarette　1919年
- Le Bonheur des autres　1919年
- Malencontre　1920年
- La Fête espagnole　1920年
- La Belle dame sans merci　1920年
- La Mort du soleil　1921年
- Werther　1922年
- Gossette　1923年
- ほほえむブーデ夫人 La Souriante Madame Beudet　1923年
- Le Diable dans la ville　1924年
- 女優の心 Âme d'artiste　1924年
- La Folie des vaillants　1926年
- Le Cinéma au service de l'histoire　1927年
- Antoinette Sabrier　1927年
- L'Invitation au voyage　1927年
- Thèmes et variations　1928年
- Princesse Mandane　1928年
- La Germination d'un haricot　1928年
- Disque 957　1928年
- Danses espagnoles　1928年
- Celles qui s'en font　1928年
- 貝殻と僧侶 La Coquille et le clergyman　1928年
- Étude cinégraphique sur une arabesque　1929年
- Je n'ai plus rien　1934年

## 関連事項
- 女性映画（Women's Cinema)
- 英語版Avant-Garde: Experimental Cinema of the 1920's and 1930's（『貝殻と僧侶』を含むDVDリスト）
- 前衛（Avant-garde）
- 実験映画
- 純粋映画
- 映画理論
- イワン・ペトロヴィッチ（Iván Petrovich）

## 註
1. ↑  Biografie IMDbを参照した独語版WikipediaGermaine Dulacを抄訳した